# ヴァルデマー若王
ヴァルデマー若王（デンマーク語：Valdemar den Unge, 1209年 - 1231年11月28日）は、シュレースヴィヒ公（在位：1209年 - 1215年）、および父ヴァルデマー2世の共治王（在位：1215年 - 1231年）。ヴァルデマー3世（Valdemar 3.）ともいわれる。

## 生涯

### 生い立ち
ヴァルデマーはデンマーク王ヴァルデマー2世とその最初の妃ダウマー・ア・ブーメンの長男として1209年に生まれた。母ダウマーは1212年に出産で亡くなったが、その敬虔さと善良さからデンマークの人々に非常に人気があった。ヴァルデマー2世はその2年後にベレンガリア・デ・ポルトゥガルと再婚した。この結婚により、ヴァルデマー若王にとっては異母弟妹であるエーリク、ソフィア、アーベルおよびクリストファの4子が生まれた。ヴァルデマーの新しい継母ベレンガリアは美しく誇り高い女性で、デンマークの人々に人気がなくほとんど尊敬されておらず、ウォルデマーの母ダグマーとはきわめて対照的であった。ベレンガリアは1221年に出産で亡くなり、その後ヴァルデマー2世は再婚しなかった。

### 共治王
1215年にヴァルデマー2世がサムセー島に招集したデンマーク議会において、全員が若いヴァルデマーに誓いを立てることに同意した。その後まもなく、ヴァルデマーはヴィボーにおける議会（landsting）においてデンマーク共治王に選出された。 同時に、ヴァルデマーはシュレースヴィヒ公国を異母弟のエーリクに譲った。1218年夏にシュレースヴィヒで行われた大きな祭典では、15人の司教と3人の公爵が出席し、若いヴァルデマーは聖油を注がれ、シュレースヴィヒ大聖堂においてデンマーク共治王として戴冠した。

### 人質
1223年、ヴァルデマー若王は父と共にリュー島において狩猟に参加したが、2人の王はシュヴェリーン伯ハインリヒ1世に捕らえられた。両王とも1224年と1225年にダンネンベルク城のヴァルデマール塔に投獄された。その後、ヴァルデマー若王は1226年のイースターまで投獄された。ハインリヒ1世は、両王の釈放の条件としてデンマークが20年前にホルシュタインで征服した領地の返還と神聖ローマ帝国の家臣の釈放を要求した。デンマークの使節はこれらの条件を拒否し、デンマークは宣戦布告した。両王が投獄されている間に、ドイツ内の領地のほとんどがデンマークから離脱した。デンマーク軍は、一致団結して両王を奪い返すために派遣された。この戦いは、1225年にメルンにおいてヴァイマル＝オルラミュンデ伯アルブレヒト2世が指揮するデンマーク軍の敗北で終わった。ヴァルデマー2世は両者の釈放のために、ドイツに対し領土の割譲を認め、40,000ポンドの銀貨を支払い、シュヴェリーン伯ハインリヒ1世に復讐しないという約束に署名し、代わりに次男エーリクが幽閉された。

### 結婚

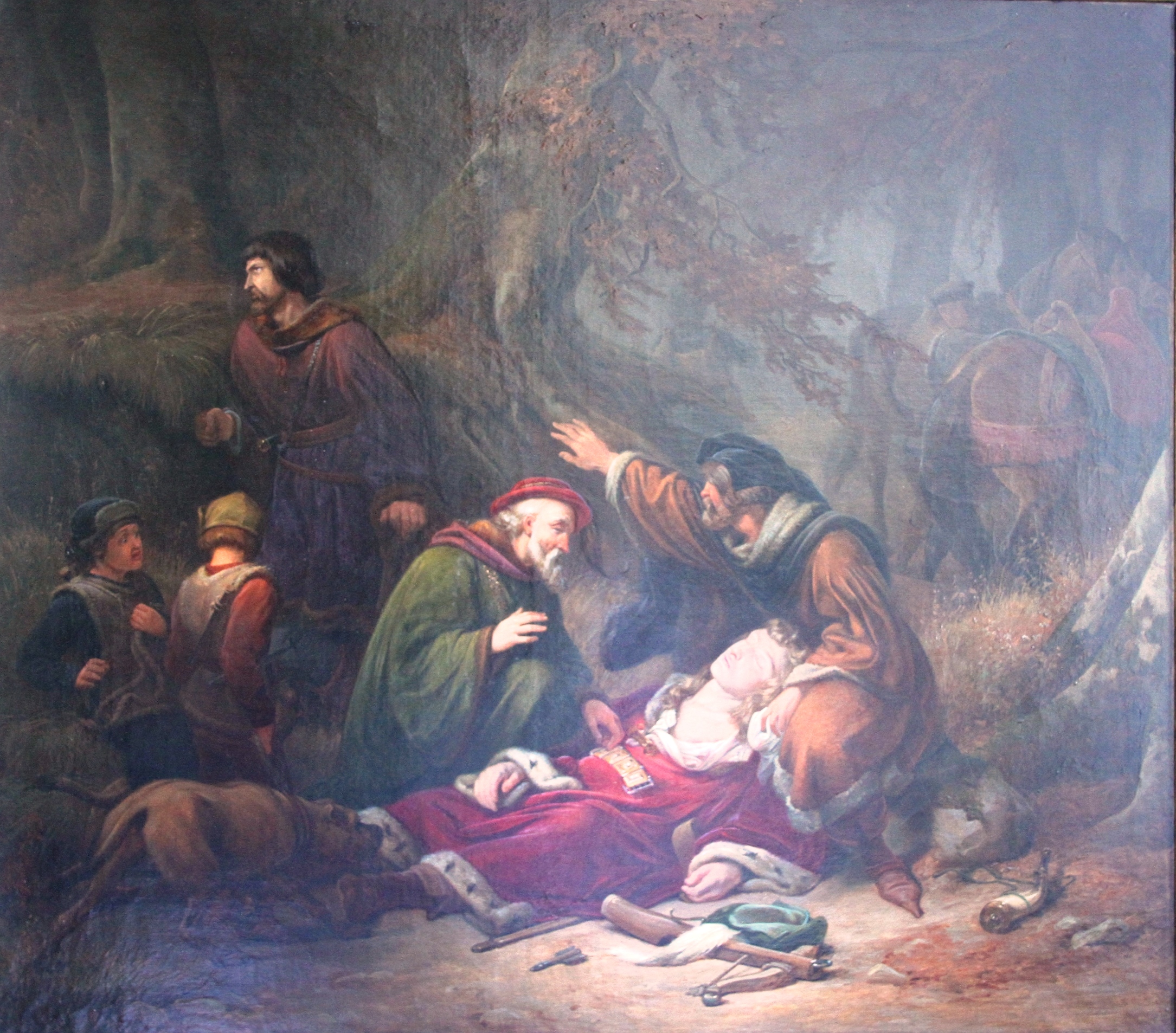
「ヴァルデマー若王の死」（クリスチャン・イミール・アナスン画、1843年）

ヴァルデマー若王は、1229年6月23日にポルトガル王アフォンソ2世の娘であり、ヴァルデマーの継母の姪であるレオノール・デ・ポルトゥガルとリーベにおいて結婚した。2人の結婚はヴィボー司教ゴナの仲介により取り決められ、司教はこの夫妻を父親のように愛した。レオノールが1231年8月28日に出産で死去したとき、結婚して2年しか経っていなかった。生まれた子供もまもなく死去した。

### 死
1231年11月28日、ヴァルデマー若王はカロンボー近くのレフスネスで狩りをしているときに誤って射られ、同日のうちに死去した。ヴァルデマーはあらゆる面でその温厚さと優しさを称賛され、非常に人気があった。両王が捕虜になったときに敬意を表して書かれたラテン語の哀歌は、最高の賛美の言葉でヴァルデマーのことを述べている。ヴァルデマーが亡くなった時、国中は大きな悲しみに包まれた。ヴァルデマーはリングステズの聖ベント教会に妃レオノールの隣に埋葬された。その後、父ヴァルデマー2世は弟エーリク4世を共同王とした。10年後にヴァルデマー2世が死去し、エーリク4世が王位を継承した。